# Camponotus barbarossa
Camponotus barbarossa é uma espécie de inseto do gênero Camponotus, pertencente à família Formicidae.

## Subespécies
- C. b. barbarossa
- C. b. micipsa
- C. b. sulcatinasis